# Paroisse de Saint Ann
La paroisse de Saint Ann (chef-lieu Saint Ann's Bay) est la plus grande paroisse de la Jamaïque. Elle se situe dans le nord de l'île sur la côte, dans le comté de Middlesex, plus simplement au centre géographique de l'île. On la surnomme « the Garden Parish of Jamaica » (le jardin botanique de l'île), du fait de sa beauté botanique et florale. Saint Ann est le lieu de naissance de nombreux chanteurs de reggae, notamment Burning Spear et Bob Marley (à Nine Miles), et du prophète du mouvement rastafari Marcus Garvey.

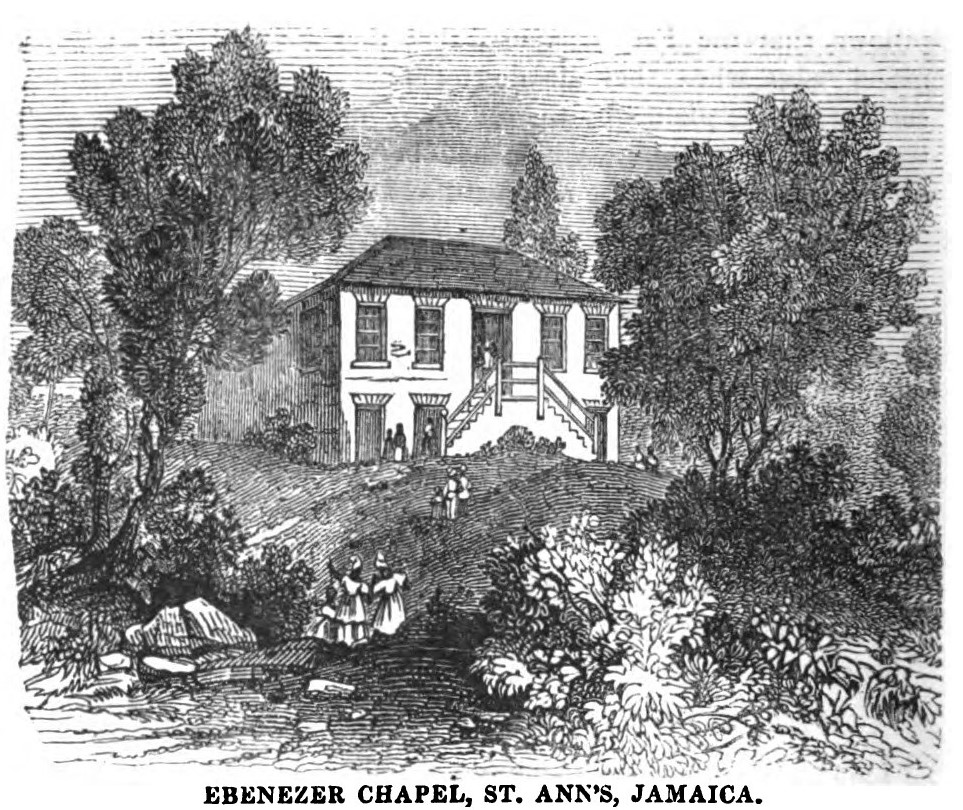
Chapelle Ebenezer, Saint Ann's, Jamaïque (septembre 1851)

## Personnalités
- Bob Marley (1945-1981), auteur-compositeur-interprète et musicien de reggae.
- Burning Spear (1945-), chanteur et musicien de reggae.
- Deon Hemmings (1968-), championne olympique du 400 m haies en 1996.
- Lisa Hanna (1975-), miss Monde 1993, député PNP de cette paroisse en 2007.